# مسجد جامع قهرمان ماراش
مسجد جامع قهرمان‌ ماراش (ترکی استانبولی: Kahramanmaraş Ulucamii) مسجدی تاریخی در قهرمان ماراش، ترکیه است. این مسجد در ۳۷°۳۵′۰۵″ شمالی ۳۶°۵۵′۳۶″ شرقی / ۳۷٫۵۸۴۷۲°شمالی ۳۶٫۹۲۶۶۷°شرقی در جنوب قلعه قهرمان‌ ماراش و در شمال غرب بازار سر پوشیده قرار دارد. این مسجد را سلیمان از دودمان ذوالقدریان در دوران ملوک الطوائفی بین ۱۴۴۲–۱۴۵۴ ساخت. پسرش،بوزکورت ذوالقدر، مسجد را در ۱۵۰۱–۱۵۰۲ بازسازی کرد.
سقف این مسجد چوبی است و بر خلاف بسیاری دیگر از مساجد مناره این مسجد جداگانه ساخته شده‌‌است و عضوی از ساختمان آن نیست. این مناره در داخل حیاط قرار دارد و با کاشی پوشیده شده‌است.